# Paul Goldstein
Paul Goldstein (Washington, 4 agosto 1976) è un ex tennista statunitense.

## Statistiche

### Doppio

#### Finali perse (5)
| Legenda                           |
| Grande Slam (0)                   |
| ATP Tour World Championships (0)  |
| Masters Series (0)                |
| Giochi olimpici (0)               |
| ATP International Series Gold (1) |
| ATP International Series (4)      |

| Numero | Data             | Torneo                                 | Superficie     | Compagno        | Avversario in finale            | Punteggio           |
| 1.     | 26 novembre 2000 | Brighton International, Brighton       | Cemento indoor | Jim Thomas      | Michael Hill Jeff Tarango       | 3-6, 5-7            |
| 2.     | 16 febbraio 2003 | SAP Open, San Jose                     | Cemento indoor | Robert Kendrick | Hyung-Taik Lee Vladimir Volčkov | 5-7, 6-4, 3-6       |
| 3.     | 19 febbraio 2003 | SAP Open, San Jose                     | Cemento indoor | Jim Thomas      | John McEnroe Jonas Björkman     | 6(2)–7, 6-4, [7-10] |
| 4.     | 24 luglio 2006   | RCA Championships, Indianapolis        | Cemento        | Jim Thomas      | Bobby Reynolds Andy Roddick     | 6(2)–7, 6-4, [7-10] |
| 5.     | 8 ottobre 2006   | Japan Open Tennis Championships, Tokyo | Cemento        | Jim Thomas      | Ashley Fisher Tripp Phillips    | 2-6, 5-7            |